# 错高乡
错高乡，是中华人民共和国西藏自治区林芝市工布江达县下辖的一个乡镇级行政单位。

## 行政区划
错高乡下辖以下地区：
错久村、杂拉村、错高村、结巴村和罗池村。
结巴村（Qêba / བྱེ་པ）位于巴松措南岸，是著名的旅游景点。

## 中国传统村落
2012年，错高村被评为首批“中国传统村落”。